# Teuku Jacob
Teuku Jacob (6. prosince 1929 Peureulak, Ačeh, Indonésie – 17. října 2007 Yogyakarta, Indonésie) byl indonéský paleontolog.
Po druhé světové válce se aktivně zapojil do boje za nezávislost Indonésie na Nizozemsku, především jako autor nacionalistického rozhlasového vysílání.
Roku 1956 ukončil Gadjah Mada University v Yogyakartě na ostrově Jáva, s níž pak byla spojena i většina jeho další vědecké kariéry. V letech 1973–1975 zastával funkci tajemníka na lékařské fakultě univerzity, v letech 1975–1979 byl jejím děkanem a v letech 1981–1986 rektorem univerzity. V letech 1982–1987 byl také členem indonéského Lidového poradního shromáždění. Jeho manželka se jmenuje Nuraini Jacob a dcera Nila Nurilani Jacob. Teuku Jacob zemřel 17. října 2007 v Dr. Sardjito Hospital v Yogyakartě, kde byl krátce před tím hospitalizován kvůli problémům s játry.
Teuku Jacob významně pomohl rozvoji paleontologie a paleoantropologie v Indonésii. Nalezl mnoho významných fosílií, zejména druhu Homo erectus. Za svou kariéru posbíral řadu ocenění a médii byl někdy označován za krále indonéské paleontologie. Mimo Indonésii vstoupil do širšího povědomí především jako odpůrce teorie, že fosílie hominidů nalezené roku 2004 na ostrově Flores a označované jako Homo floresiensis mají být považovány za pozůstatky samostatného druhu, který se vyvinul nezávisle na Homo sapiens. Nalezené kosti označoval jako poddruh Homo sapiens patřící k australomelanéské rase. Nalezená malá lebka podle něj patřila mentálně retardovanému modernímu člověku nějaké pygmejské formy, který trpěl genetickou poruchou mikrocefalie. Spor nabral na intenzitě zvláště poté, co Jacob na začátku prosince 2004 bez povolení odvezl kosti z Národního archeologického výzkumného centra v Jakartě do své vlastní laboratoře ve 443 km vzdálené Yogyakartě. Když je nakonec po několika měsících vrátil, byly mnohé z nich nenapravitelně poškozené. Rovněž úřední zákaz dalšího vstupu badatelů do floreské jeskyně s nálezy, platný v letech 2005–2007, byl přisuzován jeho vlivu.